# Алгоритм Косараджу
Алгоритм Косараджу (англ. kosaraju algorithm) — алгоритм для знаходження компонент сильної зв’язності орієнтованого графа.  Ахо, Хопкрофт і Ульман приписують його до неоприлюдненого паперу Косараджу від 1978. Він використовує факт, що транспонований граф (той самий граф з оберненими напрямками ребер) має ті самі компоненти сильної зв'язності, що й початковий граф.
Алгоритм Косараджу працює так:
- Нехай G орієнтований граф і S порожній стек.
- Допоки S не містить всі вершини:
  - Вибрати довільну вершину v не з S. Виконати пошук в глибину від v. По завершені пошуку в глибину для кожної вершини u, заштовхуємо u на S.
- Обернути всі ребра для отримання транспонованого графа.
- Доки S непорожній (містить вершину в порядку завершення, на верхівці стека — останнє завершення пошуку в глибину):
  - Виштовхнути вершину v з S. Виконати пошук в глибину від v. Набір відвіданих вершин дасть компоненту сильної зв'язності, що містить v; записати це і видалити всі ці вершини з графа G і стека S. Так само можна використати пошук в ширину.

## Лема
Розглянемо дві суміжні компоненти сильної зв'язності в G (зображення праворуч). Нехай f(v) — порядок завершення для вершини v в DFS-циклі. Тоді:
{\displaystyle \max _{v\in C_{1}}f(v)>\max _{v\in C_{2}}f(v).}
Доведення послуговується фактом, що мета-граф (ущільнений граф) такий, в якому всі компоненти сильної зв'язності стягнуті до однієї вершини є ациклічним.
Наслідок: найбільше значення f матиме в компоненті-джерелі (англ. source SCC), тобто вершина лежатиме на верхівці стека.

## Складність
Якщо на вході граф описаний за допомогою списком суміжності, алгоритм виконує два повних обходи графа, отже виконується за Θ(V+E) (лінійний) час, який є оптимальним, бо збігається з нижньою межею (кожен алгоритм повинен обійти всі вершини і ребра). Це концептуально найпростіший ефективний алгоритм, але не настільки швидкий як алгоритм Тарджана і алгоритм компонент сильної зв'язності по шляхах, які виконують лише один обхід графа.
Якщо граф представлено через матрицю суміжності, алгоритм потребує час Ο(V2).